# Charlotte Moorman
Madeline Charlotte Moorman Garside, född 18 november 1933 i Little Rock, Arkansas, död 8 november 1991 i New York, var en amerikansk cellist och performancekonstnär. Hon hade en Bachelor of Arts från Centenary College i Louisiana och en Master of Arts från Texas University.

## Biografi
Charlotte Moorman började spela cello tio år gammal och påbörjade en traditionell karriär som konsertmusiker. Men under 1960-talet drogs hon mot performance-konstens interdisciplinära arbete. Hon samarbetade nära med den koreanska avant-garde-konstnären Nam June Paik, och arbetade även med tidens stora experimentella musiker, John Cage, Edgar Varèse och Karlheinz Stockhausen.
År 1963 grundade hon New York Avant-Garde Festival som fanns fram till 1982. Samarbetet mellan Moorman och Paik ledde till flera uppmärksammade verk, exempelvis TV Bra for Living Sculpture, 1969 and TV-Cello, 1971.
År 1966 skapade Beuys verket Homogen für Cello till Mooormans ära och år 1967 fick Moorman uppmärksamhet för sitt framförande av Paik's Opera Sextronique, efter vilken hon blev kallad ”the topless cellist”.
Moorman uppfattas som en av de stora inom performancekonst och hon samarbetade även med Wolf Vostell, Joseph Beuys, Otto Mühl, Joseph Byrd, Yoko Ono, Carolee Schneemann och hon var del av Fluxusgruppen.

## Fotnoter
1. ↑  Library of Congress Authorities, USA:s kongressbibliotek, id-nummer i USA:s kongressbiblioteks katalog: n97854038, läst: 23 april 2024.[källa från Wikidata]
2. 1 2  SNAC, SNAC Ark-ID: w63x8dfw, läs online, läst: 9 oktober 2017.[källa från Wikidata]
3. ↑  Jean-Pierre Delarge, Le Delarge, Gründ och Jean-Pierre Delarge, 2001, ISBN 978-2-7000-3055-6, Delarge-ID: 27069_artiste_MOORMAN_Charlotte.[källa från Wikidata]
4. ↑  Andreas Beyer & Bénédicte Savoy (red.), Artists of the World Online, K.G. Saur Verlag och Walter de Gruyter, 2009, 10.1515/AKL, Artists of the World konstnärs-ID: 42186689.[källa från Wikidata]
5. 1 2  abART, abART person-ID: 8813, läst: 1 april 2021.[källa från Wikidata]
6. ↑  Musicalics, Musicalics kompositörs-ID: 84032, läst: 5 april 2022.[källa från Wikidata]
7. 1 2  Tjeckiska nationalbibliotekets databas, NKC-ID: mzk2017966886, läst: 18 december 2022.[källa från Wikidata]
8. ↑  RKDartists, RKDartists-ID: 317866, läst: 10 september 2021.[källa från Wikidata]
9. ↑  ”Charlotte Moorman, 58, Is Dead; A Cellist in Avant-Garde Works”. The New York Times Company. http://www.nytimes.com/1991/11/09/arts/charlotte-moorman-58-is-dead-a-cellist-in-avant-garde-works.html. Läst 7 juni 2014.
10. ↑  l'Ouest, Courrier de (12 november 2019). ”Saumurois. Charlotte Moorman « s’installe » pour quatre mois au château-musée de Montsoreau” (på franska). Courrier de l'Ouest. https://www.ouest-france.fr/pays-de-la-loire/saumur-49400/saumurois-charlotte-moorman-s-installe-pour-quatre-mois-au-chateau-musee-de-montsoreau-91e68f54-0477-11ea-b1f0-1ae4101c025e. Läst 12 november 2019.
11. ↑  Nam June Paik / Charlotte Moorman - TV Bra for Living Sculpture, 1969.
12. ↑  TV Cello, 1976.